# 中位捕虫笼

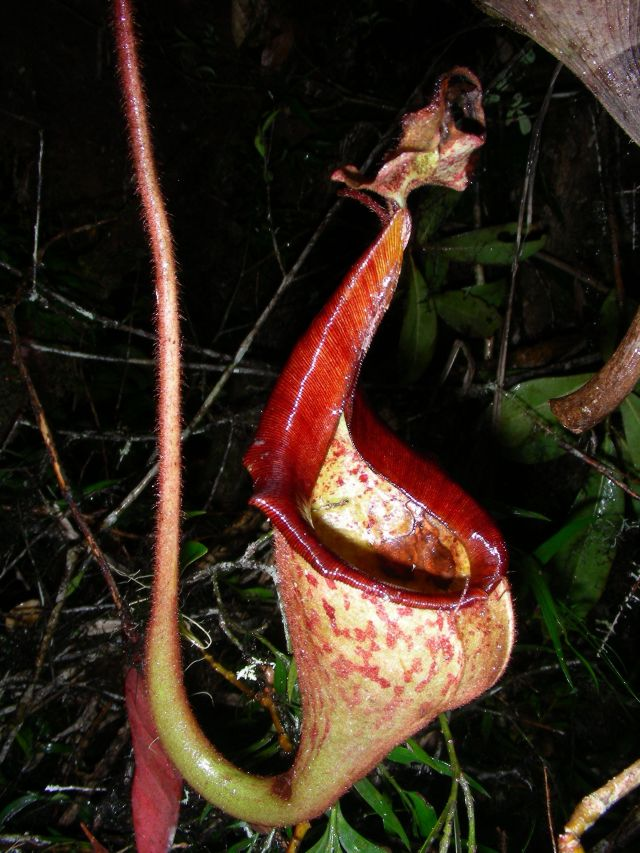
艾玛猪笼草的中位笼

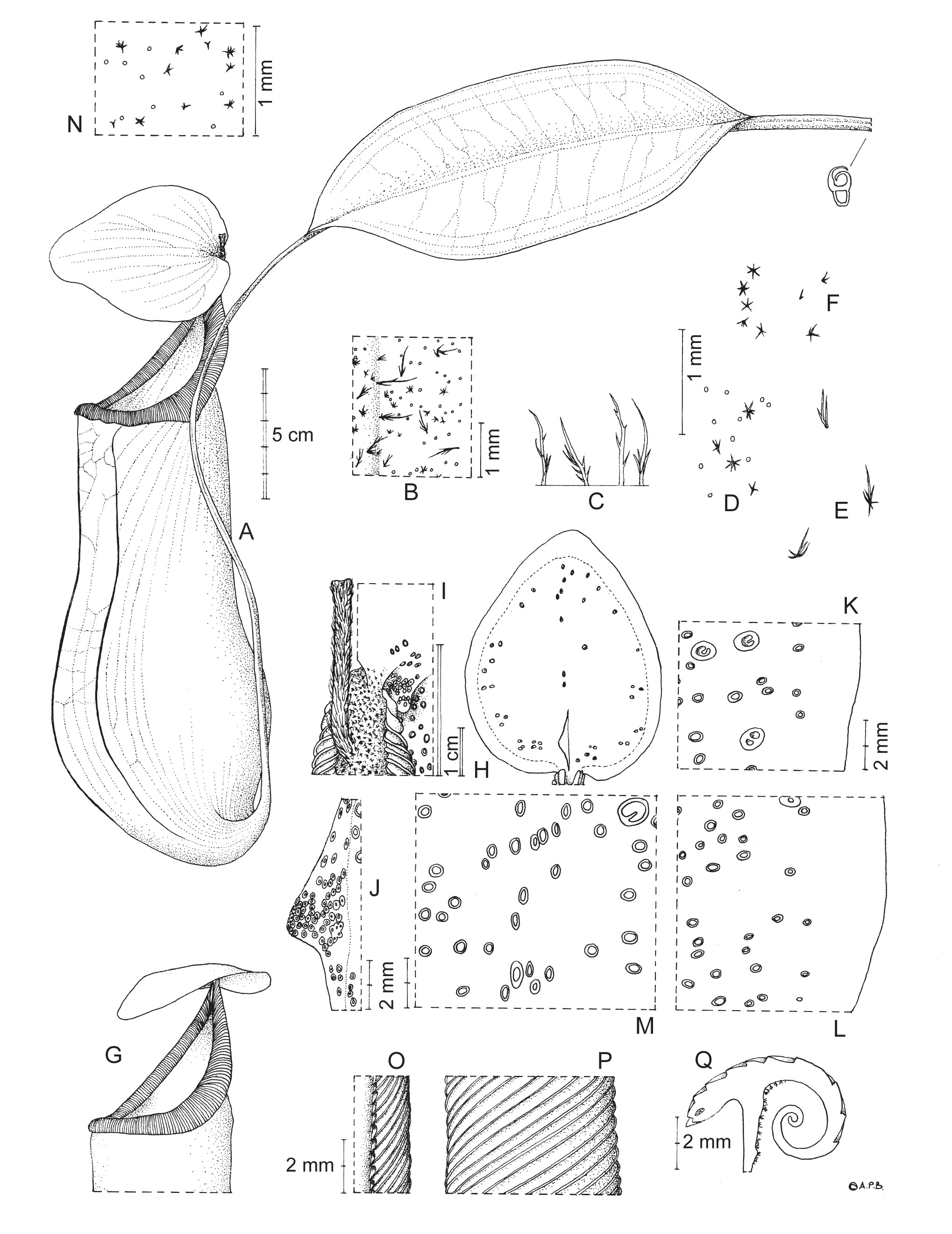
马丁·奇克与马修·杰布对绝灭猪笼草的模式描述中的插图，左上角所展示的即为该种猪笼草中位笼的画像

中位捕虫笼（英語：Intermediate Pitcher），简称中位笼，是猪笼草的捕虫笼自下位笼向上位笼过渡的一种形态，捕虫笼的特征会介于上下位笼之间，例如部分中位笼可能会保留笼翼，居于笼蔓背面或侧面。但是只有部分上下位笼差异显著猪笼草才具有比较明显的中位笼，如劳氏猪笼草、艾玛猪笼草、彼得达马托猪笼草、裸瓶猪笼草和欣佳浪山猪笼草。